# 富民桥 (沈阳市)
富民桥是连接沈阳市区与浑南区的一座跨越浑河的斜拉桥。

## 特点
富民桥采用了倒三角形的横断面结构，节省材料。这座桥一共有两个桥墩，其中一个桥墩与桥梁分离，并设置了可滑动的球体。主塔采用折线形斜塔，并采用了不同的支承体系，这在中国的斜拉桥中尚属首例。

## 作用
这座桥便利了泉园地区、南塔地区与浑南区的交通，缓解了交通压力。

## 成就
于2005年获鲁班奖。